# Catillon-sur-Sambre
Catillon-sur-Sambre é uma comuna francesa na região administrativa de Altos da França, no departamento de Nord. Estende-se por uma área de 13,03 km². Em 2010 a comuna tinha 831 habitantes (densidade: 63,8 hab./km²).